# More Than Words (Band)

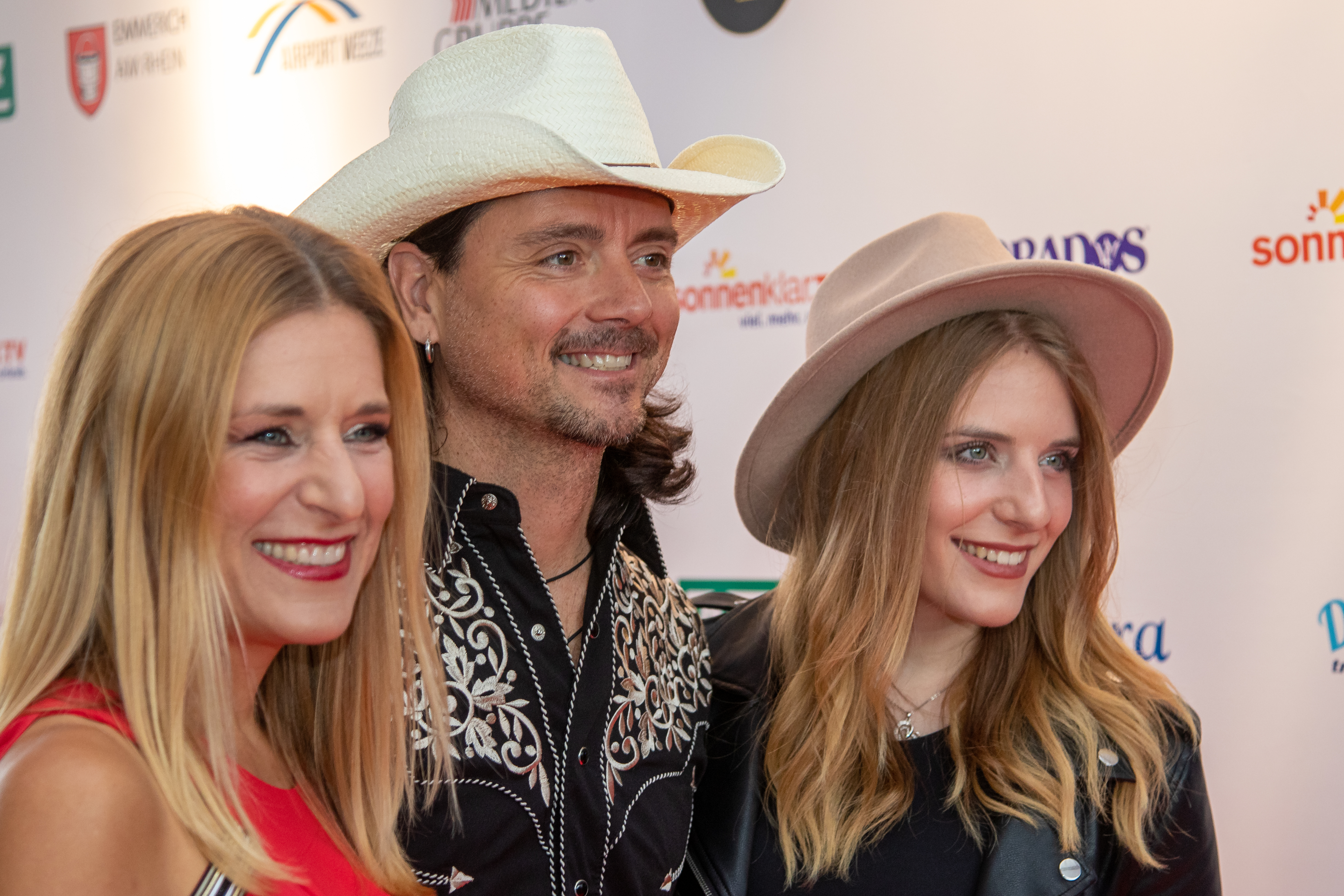
Stefanie Hertel, Leopold Lanner und Johanna Mross bei der Verleihung der Goldenen Sonne 2021

More Than Words ist eine deutsche Country/Rock-Band, die 2018 von Stefanie Hertel, ihrem Ehemann Leopold Lanner und ihrer Tochter Johanna Mross gegründet wurde. Die Band bezeichnet sich selbst als die „erste Patchwork-Country-Rock-Band der Welt“ und verbindet „familiäre Bindungen mit musikalischer Leidenschaft“.
Der Sound von More Than Words ist geprägt von modernen Country-Elementen kombiniert mit Pop- und Rockeinflüssen. Mit ihrem Debütalbum Home, das im Mai 2020 veröffentlicht wurde, erreichte die Band Platz 1 der Amazon Country Charts und hielt sich dort über zehn Wochen in den Top 5. Im Juli 2022 folgte das zweite Album Today.
Die Band trat mehrmals als Vorgruppe für Bonnie Tyler auf. In ihren Live-Auftritten präsentiert More Than Words sowohl eigene Songs als auch Coverversionen bekannter Pop- und Rocktitel.

## Diskografie

### Studioalben
- 2020: Home
- 2022: Today

### Singles (Auswahl)
- 2019: Home
- 2019: Driving Home for Christmas (Chris-Rea-Cover)
- 2020: Christmas Time for Everyone
- 2021: Help! (Beatles-Cover)
- 2022: Smile
- 2023: Mamma Mia (ABBA-Cover)